# Związek Polaków na Łotwie
Związek Polaków na Łotwie (ZPŁ; łot. Latvijas Poļu savienība) – stowarzyszenie Polaków na Łotwie założone w 1990 w Rydze, kontynuator Związku Polaków w Łotwie.

## Historia
Związek powstał 14 stycznia 1990 na Zjeździe Polaków z Łotwy z przekształcenia Towarzystwa Kultury Polskiej istniejącego od 1988. Określił się jako prawny spadkobierca polskich organizacji działających na Łotwie, przede wszystkim Związku Polaków w Łotwie (1922–1934; 1939–1940). Pierwszym prezesem ZPŁ została Ita Kozakiewicz.
Celem działania organizacji jest ochrona tożsamości Polaków na Łotwie, pielęgnowanie języka polskiego oraz dziedzictwa kulturowego związanego z polskością na Łotwie.
Obecnie Związek ma oddziały w następujących ośrodkach: Ryga, Dyneburg, Rzeżyca, Krasław, Jēkabpils, Jełgawa, Jurmała, Lipawa, Tukums, Lucyn i Malta. Wcześniej istniały także oddziały w Windawie, Iłukszcie, Kiesiu i Bausce, jednak nie udało się ich utrzymać.
W latach 2012–2023 prezesem organizacji był Ryszard Stankiewicz. We wrześniu 2022 Związek Polaków obchodził uroczyście stulecie działalności. Z tej okazji została otwarta wystawa w Dyneburgu.

## Prezesi
- 1990 Ita Kozakiewicz[1]
- 1990–1992 Robert Seliszka[1]
- 1992–1993 Maria Szymańska[5]
- 1993–1998 Maria Kudriawcewa
- 1998–2000 Tadeusz Ketler
- 2000–2012 Wanda Krukowska[1]
- 2012–2023 Ryszard Stankiewicz[1][3]
- 2023– Pēteris Dzalbe[4]

## Odznaczenia
- Odznaka Honorowa za Zasługi dla Polonii i Polaków za Granicą (2023)[6]